# جان مک‌کینا
جان مک‌کینا (انگلیسی: John McKenna؛ زادهٔ ۱ ژانویهٔ ۱۸۸۲) بازیکن فوتبال اهل بریتانیا است.
از باشگاه‌هایی که در آن بازی کرده‌است می‌توان به باشگاه فوتبال لیورپول اشاره کرد.